# Interlokaal toegangsnummer

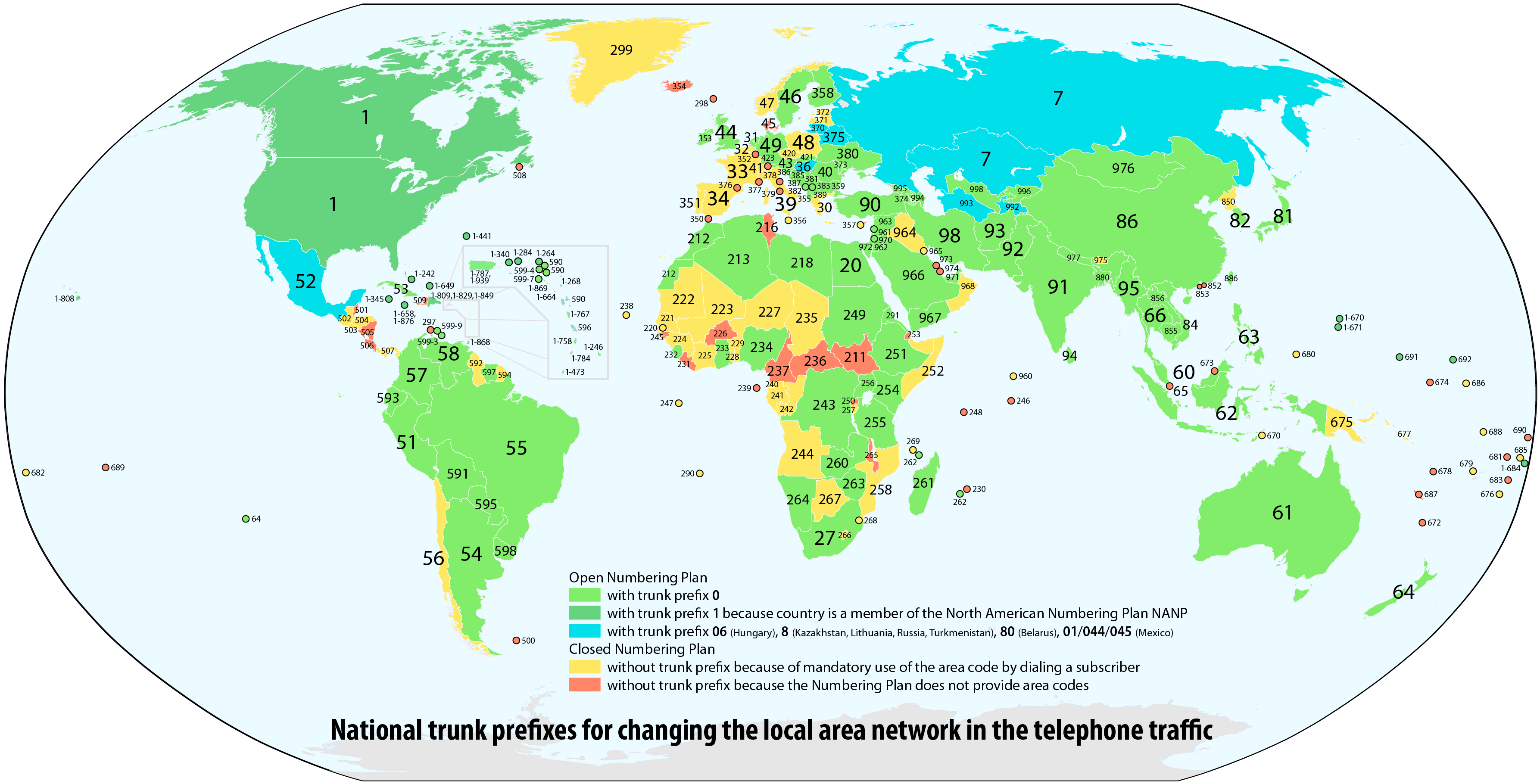
Interlokaal toegangsnummeren

Het interlokaal toegangsnummer is een cijfer - soms twee cijfers - waarmee een telefoonabonnee aangeeft dat hij een netnummer wil kiezen, dus dat hij interlokaal wil telefoneren.
Het interlokaal toegangsnummer is afhankelijk van het net waar men zich bevindt en het zou zelfs per aansluiting kunnen verschillen.
Over het algemeen is het in alle netten van een land hetzelfde.
In een ander land kan het echter anders zijn.
Bijvoorbeeld:
- Meeste Europese landen: 0
- Noord-Amerika: 1
- Rusland, Azerbeidzjan, Kazachstan, Oezbekistan, Turkmenistan, Wit-Rusland, (vooralsnog) Litouwen: 8
- Finland (voorheen): 9
- Hongarije: 06
- Spanje (voorheen): 9
- Frankrijk (voorheen): 16

Meestal wordt het interlokaal toegangsnummer niet als zodanig gepubliceerd.
Het wordt gepubliceerd alsof het deel uitmaakt van het netnummer.
Bijvoorbeeld, het netnummer van Haarlem wordt gepubliceerd als 023.
Dit bestaat uit:
- interlokaal toegangsnummer: 0
- specifiek netnummer: 23

## Speciale toepassing
Het begincijfer van een lokaal nummer kan niet overeenkomen met het interlokaal toegangsnummer.
Het is daardoor mogelijk dat na een netnummer een interlokaal toegangsnummer komt, voor speciale toepassingen.
Twee voorbeelden die inmiddels opgeheven zijn:
- Verenigd Koninkrijk: 010 (Londen plus 0): internationaal
- Spanje: 919 (Madrid plus 9): mobiel

## Vanuit het buitenland
Kiest men vanuit het buitenland, dan spreekt het vanzelf dat er na het landnummer een netnummer volgt. 
In dat geval wordt het interlokaal toegangsnummer dan ook meestal weggelaten.
Dit wordt gepubliceerd als: netnummer zonder eerste nul (of ander cijfer).
Wordt een telefoonnummer in internationale vorm gepubliceerd, dan schrijft men het interlokaal toegangsnummer nog weleens tussen haakjes, bijvoorbeeld: +31(0)23-456789. Dit is echter tegen internationale afspraken.